# Śrīpati
Śrīpati (marathi: श्रीपती)  (Rohinikhanda, 1019 - 1066) va ser un astròleg, matemàtic i astrònom indi del segle XI dC.

## Vida i obra
Sripati va ser el matemàtic indi més prominent del segle XI. Per les seves obres se sap que era de casta brahmà i d'ascendència kashyia. Dues de les seves obres estan datades el 1039 i el 1056, per això se sap que el seu període d'activitat està comprés, com a mínim, entre aquestes dates. També se sap que, al menys una de les seves obres va ser escrita a Rohinikhanda, a l'actual estat de Maharashtra.
Va escriure les seves obres en vers, tan en sànscrit com en marathi. El seu principal tema d'estudi va ser l'astrologia, tema en el qual es va fer molt popular. Les seves obres en aquest camp van ser el Jyotisha ratna-mala, basat en la obra de Lalla, i el Jataka Paddhati (o Sripati Paddhati), un text fonamental en la genetlíaca hindú que va ser molt conegut, segons sembla per la quantitat d'imitacions i comentaris que s'han conservat.
En astronomia, va escriure el Dhruvamanasa (1056), sobre la computació dels eclipsis i les longituds planetàries, i el Dhikotida-karana (1039), sobre els eclipsis llunaris i solars.
El seu llibre Siddhanta Sekhara, es un llibre d'astronomia matemàtica, en el qual, a més de fer càlculs de l'apogeu de la Lluna, s'inclouen capítols d'aritmètica i d'àlgebra.
Finalment, també va escriure un llibre d'aritmètica, el Ganita Tilaka, del qual manquen, aparentment, alguns capítols, ja que no tracta temes tòpics de les matemàtiques índies de l'època, com les progressions o la mesura de plans i sòlids.